# 德寿堂药店
德寿堂药店（南号），位于北京市西城区珠市口西大街75号，是北京市知名的老字号药店。

## 历史
德寿堂药店创建于1920年前后。创始人康伯卿于1934年在陕西巷南口开设了如今的德寿堂药店（南号）。1930年代，德寿堂药店以自创“鸡鹤”为注册商标的“康氏牛黄解毒丸”而享誉北平。
侯宝林在自传《一户侯说》中写道：“那时唱戏的上场门和下场门都要用台幛，而德寿堂就给你送上了台幛，布上早已印好了‘康氏牛黄清心丸’的字样。”薛宝琨为该书写的“侯宝林逸事”中称，“德寿堂药铺的东家姓康，他就是靠卖牛黄清心丸发的财。”
2000年，广安大街工程铺设地下管道时，德寿堂药店的老建筑出现沉降及墙体开裂，整体结构濒临失稳，德寿堂药店被迫停业。2003年，德寿堂药店整体修缮。2004年11月18日，德寿堂药店修复重张，此次修复恢复了楼顶侧外立面的仿真小火车景观。这是北京市唯一完整保留店堂历史原貌的老字号中药店，随后此处成为北京市文物保护单位、北京市旅游定点单位。德寿堂药店还是北京市医保定点药店。但楼顶的小火车不久便“停运”，到2010年已经“停运”多年。
德寿堂药店遵循“重医德，顾客至上，守信誉，诚信无欺”的经营宗旨，经营中国各地中西药品、中药饮片、参茸、营养保健品、医疗器械等等。德寿堂药店还内设中医诊室，聘请中医应诊。
2009年底开始，德寿堂药店关门歇业。这是因为德寿堂药店建筑内部需要加固，正在进行维修，修好后会恢复营业。

## 建筑
德寿堂是一座中西合璧的建筑，外观像西式教堂。外墙上留有“德寿堂药店康氏秘制牛黄解毒丸零整批发”等字样。店内有暗红色的柜台、镂空雕花的门窗、中国传统题材的彩绘画、李时珍的铜像。
整个建筑最富特色的为楼顶。阁楼顶端镶嵌有一座大钟，微缩仿真小火车围绕着大钟跑。据说1934年开业时，这一创意引得观者如潮，从而提高了德寿堂药店的知名度。